# Pan Smith jedzie do Waszyngtonu

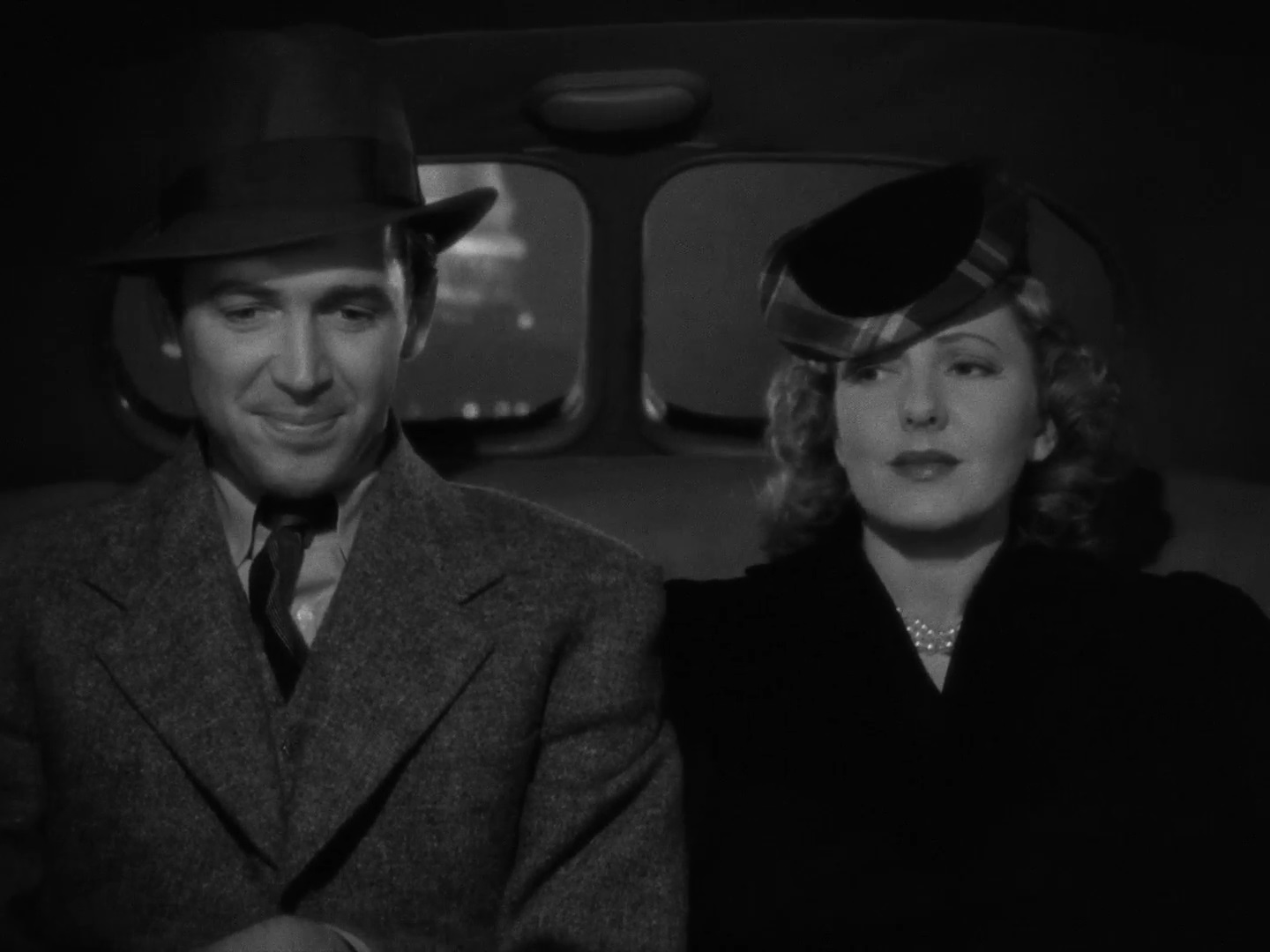
James Stewart oraz Jean Arthur w taksówce

Pan Smith jedzie do Waszyngtonu (oryg. Mr. Smith Goes to Washington) – amerykański komediodramat z 1939 roku w reżyserii Franka Capry. Główne role zagrali James Stewart i Jean Arthur. Był to ostatni film Capry realizowany dla wytwórni Columbia Pictures.
Pan Smith jedzie do Waszyngtonu budził kontrowersje w chwili powstania, ale stał się kasowym sukcesem i ugruntował Jamesa Stewarta jako gwiazdę Hollywood. Film zdobył 11 nominacji do Oscara, zdobywając jedną statuetkę za materiały do scenariusza.
Dystrybutorem filmu na terenie Polski było Przedsiębiorstwo Państwowe Film Polski.
W 1989 roku film został jednym z pierwszych 25 filmów wprowadzonych do Narodowego Rejestru Filmowego Stanów Zjednoczonych jako „znaczących kulturowo, historycznie bądź estetycznie”.

## Fabuła
Po śmierci jednego z senatorów, jego koledzy partyjni szukają następcy, który w parlamencie zajmie miejsce zmarłego. Ponieważ wszyscy politycy są regularnie korumpowani przez milionera Jima Taylora, chcą wybrać człowieka, którym łatwo będzie manipulować i który będzie przymykał oczy na wszechobecną korupcję. Ich wybór pada na Jeffersona Smitha, którego uważają za osobę prostoduszną i naiwną, a przez to łatwą do manipulowania. Jednak Smith nie zamierza przymykać oczu na nieetyczne praktyki dygnitarzy.

## Obsada[4]
| Aktor           | Rola                             |
| --------------- | -------------------------------- |
| James Stewart   | Jefferson Smith                  |
| Jean Arthur     | Clarissa Saunders                |
| Claude Rains    | senator Joseph Harrison Paine    |
| Edward Arnold   | Jim Taylor                       |
| Guy Kibbee      | gubernator Hubert „Happy” Hopper |
| Thomas Mitchell | Diz Moore                        |
| Eugene Pallette | Chick McGann                     |
| Beulah Bondi    | „Ma” Smith                       |
| H.B. Warner     | senator Agnew                    |
| Harry Carey     | przewodniczący Senatu            |
| Astrid Allwyn   | Susan Paine                      |

## Nagrody i nominacje
| Nagrody                   | Kategoria                          | Nominowani             | Wynik     | Źr.   |
| ------------------------- | ---------------------------------- | ---------------------- | --------- | ----- |
| Nagroda Akademii Filmowej | najlepszy film                     | Frank Capra            | Nominacja | [ 2 ] |
| Nagroda Akademii Filmowej | najlepszy reżyser                  | Frank Capra            | Nominacja | [ 2 ] |
| Nagroda Akademii Filmowej | najlepszy aktor                    | James Stewart          | Nominacja | [ 2 ] |
| Nagroda Akademii Filmowej | najlepszy scenariusz               | Sidney Buchman         | Nominacja | [ 2 ] |
| Nagroda Akademii Filmowej | najlepsze materiały do scenariusza | Lewis R. Foster        | Wygrana   | [ 2 ] |
| Nagroda Akademii Filmowej | najlepszy aktor drugoplanowy       | Harry Carey            | Nominacja | [ 2 ] |
| Nagroda Akademii Filmowej | najlepszy aktor drugoplanowy       | Claude Rains           | Nominacja | [ 2 ] |
| Nagroda Akademii Filmowej | najlepsza scenografia              | Lionel Banks           | Nominacja | [ 2 ] |
| Nagroda Akademii Filmowej | najlepszy montaż                   | Gene Havlick, Al Clark | Nominacja | [ 2 ] |
| Nagroda Akademii Filmowej | najlepsza muzyka                   | Dimitri Tiomkin        | Nominacja | [ 2 ] |
| Nagroda Akademii Filmowej | najlepszy dźwięk                   | John P. Livadary       | Nominacja | [ 2 ] |